# Campeones de la Tierra

Gisele Bündchen premia las campeonas en 2014.

El Programa de las Naciones Unidas para el Medio Ambiente (PNUMA) estableció el reconocimiento Campeones de la Tierra en 2005 como un programa anual de premios para reconocer a líderes ambientales destacados de los sectores público, privado y de la sociedad civil. Por lo general, se seleccionan anualmente de cinco a siete laureados. Cada laureado está invitado a una ceremonia de premiación para recibir un trofeo, dar un discurso de aceptación y participar en una conferencia de prensa. No se otorgan premios económicos. Este programa de premios es el sucesor del Cuadro de Honor Global 500 del PNUMA.
En 2017, el programa se amplió para incluir Jóvenes Campeones de la Tierra, un premio con visión de futuro para innovadores talentosos, de 18 a 30 años, que demuestren un potencial sobresaliente para crear un impacto ambiental positivo. La iniciativa se lleva a cabo en asociación con Covestro, una empresa de plásticos. Es otorgado cada año por el Programa de las Naciones Unidas para el Medio Ambiente a siete jóvenes ambientalistas de todo el mundo entre las edades de 18 y 30 años, por sus ideas sobresalientes para proteger el medio ambiente.

## Premiados: Campeones de la Tierra

### 2021
- Dra. Gladys Kalema-Zikusoka (Uganda) - Ciencia e Innovación

### 2020
- Primer ministro Frank Bainimarama de Fiyi - Liderazgo político[6]
- Fabian Leendertz (Alemania) - Ciencia e Innovación
- Mindy Lubber (EE.UU) - Visión empresarial
- Nemonte Nenquimo (Ecuador) - Inspiración y Acción
- Yacouba Sawadogo ( Burkina Faso)- Inspiración y Acción
- Profesor Robert D. Bullard ( EE . UU.) - Premio a la Trayectoria

### 2019
- Costa Rica - Liderazgo en políticas[7]
- Katharine Hayhoe - Ciencia e Innovación
- Ant Forest - Inspiración y Acción
- Fridays For Future - Inspiración y acción
- Patagonia - Visión Emprendedora
- Louise Mabulo - Conservación del medio ambiente

### 2018
- Aeropuerto Internacional de Cochin - Visión Empresarial
- Emmanuel Macron - Liderazgo político
- Más allá de la carne - Ciencia e innovación
- Alimentos Imposibles - Ciencia e Innovación
- Joan Carling - Premio a la Trayectoria
- Narendra Modi - Liderazgo de políticas[8]
- Programa de renacimiento rural verde de Zhejiang - inspiración y acción

### 2017
- Paul A. Newman y el Centro de vuelo espacial Goddard de la NASA - Ciencia e innovación[9]
- Mobike - Visión Emprendedora
- Jeff Orlowski - Inspiración y acción
- Comunidad de forestación de Saihanba - Inspiración y acción
- Christopher I'Anson - Campeón General
- Wang Wenbiao - Premio a la Trayectoria

### 2016
- Afroz Shah - Inspiración y acción
- Berta Cáceres - Inspiración y Acción
- José Sarukhán Kermez - Trayectoria
- Leyla Acaroglu - Ciencia e Innovación
- La Agencia Marroquí de Energía Solar (MASEN) - Visión Empresarial
- Paul Kagame - Liderazgo de políticas

### 2015
- Primera ministra Sheikh Hasina, Bangladés - Liderazgo político
- Black Mamba APU - Inspiración y acción
- La Sociedad Geográfica Nacional - Ciencia e Innovación
- Natura Brasil - Visión Empresarial
- Paul Polman - Visión empresarial[10]

### 2014
- Boyan Slat - Inspiración y Acción
- Fatima Jibrell, Somalia - Conservación del medio ambiente
- Susilo Bambang Yudhoyono - Liderazgo de políticas
- Tommy Remengesau, Jr - Liderazgo de políticas
- Mario José Molina-Pasquel Henríquez - Liderazgo vitalicio
- Robert Watson - Ciencia e Innovación
- Sylvia Earle - Liderazgo de por vida
- US Green Building Council - Visión empresarial

### 2013
- Janez Potočnik - Liderazgo en políticas
- Brian McClendon - Visión empresarial
- Carlo Petrini - Inspiración y Acción
- Izabella Teixeira - Liderazgo de Políticas
- Jack Dangermond - Visión empresarial
- Martha Isabel Ruiz Corzo - Inspiración y Acción
- Veerabhadran Ramanathan - Ciencia e Innovación

### 2012
- Presidente Tsakhiagiin Elbegdorj, Mongolia - Categoría de liderazgo político
- Fabio Coletti Barbosa, Brasil (CEO de Grupo Abril) y Dr Sultan Ahmed al Jaber, Emiratos Árabes Unidos (CEO de Masdar)- categoría Visión Emprendedora
- Bertrand Piccard, Suiza - Categoría Inspiración y Acción
- Sander Van der Leeuw, Holanda - Categoría Ciencia e Innovación
- Samson Parashina, Kenia - Categoría especial para iniciativas de base

### 2011
- Presidente Felipe Calderón, México - Categoría Liderazgo Político
- Dra. Olga Speranskaya, Rusia - Categoría de ciencia e innovación
- Zhang Yue, Broad Group, China - Categoría de visión empresarial
- Louis Palmer, Suiza - Coganador de la categoría Inspiración y Acción
- Angélique Kidjo, Benín - Coganadora de la categoría Inspiración y acción

### 2010
- Presidente Mohamed Nasheed, Maldivas - Categoría de liderazgo político
- Taro Takahashi, Japón - Categoría Ciencia e Innovación
- Vinod Khosla, India - Categoría Visión empresarial
- Príncipe Mostapha Zaher, Afganistán - Co-ganador de la categoría Inspiración y Acción
- Zhou Xun, China - Co-ganador de la categoría Inspiración y Acción

Premio especial
- Presidente Bharrat Jagdeo, Guyana - Por la Conservación de la Biodiversidad y la Gestión de Ecosistemas

### 2009
- Erik Solheim, Noruega - Categoría de liderazgo político (co-ganador)
- Kevin Conrad y la Coalición para las Naciones de la Selva Tropical, Papúa Nueva Guinea - Categoría de liderazgo político (coganador)
- Janine Benyus, Estados Unidos - Categoría Ciencia e Innovación
- Ron Gonen, Estados Unidos - Categoría Visión Empresarial
- Tulsi Tanti, India - Categoría de visión empresarial
- Yann Arthus-Bertrand, Francia - Inspiración y acción Categoría

### 2008
- Balgis Osman-Elasha, Sudán de África: Por su trabajo sobre el cambio climático y la adaptación en el norte y el este de África.
- Atiq Rahman, Bangladés de Asia y el Pacífico: Por su experiencia nacional e internacional en desarrollo sostenible y gestión ambiental y de recursos. Es uno de los principales especialistas en la materia.
- Alberto II, Príncipe de Mónaco, Mónaco de Europa: Por su compromiso con el desarrollo sostenible de Mónaco. Bajo su dirección, Mónaco aplica ahora una política ejemplar de reducción de CO 2 en todos los ámbitos de la sociedad, así como en el sector empresarial.
- Liz Thompson, Barbados, de América Latina y el Caribe: Por su destacada labor a nivel nacional e internacional. Es una de las líderes reconocidas en temas ambientales de los Pequeños Estados Insulares en Desarrollo (SIDS).
- Timothy E. Wirth, Estados Unidos de América del Norte: por su trabajo como director de la Fundación de las Naciones Unidas y el Fondo para un Mundo Mejor, estableció el medio ambiente como una prioridad y movilizó recursos para abordarlo.
- Abdul-Qader Ba-Jammal, Yemen de Asia Occidental: Por sus políticas ambientales como Ministro y luego como Primer Ministro en Yemen. Estableció su Ministerio de Agua y Medio Ambiente y la Autoridad de Protección del Medio Ambiente.

premio especial

- Helen Clark, Nueva Zelanda - Por sus estrategias ambientales y sus tres iniciativas: el esquema de comercio de emisiones, la estrategia energética y la estrategia de conservación y eficiencia energética.

### 2007
- Cherif Rahmani, Argelia de África : por promover la legislación ambiental en Argelia y por abordar el problema de la desertificación;
- Elisea "Bebet" Gillera Gozun, Filipinas de Asia y el Pacífico, por impulsar la agenda ambiental en su Filipinas natal al ganarse la confianza de líderes empresariales, organizaciones no gubernamentales y tomadores de decisiones políticas por igual;
- Viveka Bohn, Suecia de Europa : por desempeñar un papel destacado en las negociaciones multilaterales y su liderazgo en los esfuerzos globales para garantizar la seguridad química;
- Marina Silva, Brasil de América Latina y el Caribe - Por su lucha incansable para proteger la selva amazónica teniendo en cuenta las perspectivas de las personas que utilizan los recursos en su vida cotidiana;
- Al Gore, Estados Unidos de América del Norte - Por hacer de la protección ambiental un pilar de su servicio público y por educar al mundo sobre los peligros que representan las crecientes emisiones de gases de efecto invernadero;
- Su Alteza Real el Príncipe Hassan Bin Talal, Jordania de Asia Occidental : por su creencia en la colaboración transfronteriza para proteger el medio ambiente y abordar los problemas ambientales de manera holística;

premio especial

- Jacques Rogge y el Comité Olímpico Internacional (COI) - Por promover la agenda del deporte y el medio ambiente al proporcionar mayores recursos para el desarrollo sostenible y por introducir requisitos ambientales estrictos para las ciudades que se postulan para albergar los Juegos Olímpicos

### 2006
- Rosa Elena Simeón Negrín, Cuba
- Organización de Mujeres para el Medio Ambiente y el Desarrollo
- Tewolde Berhan Gebre Egziabher, Etiopía
- Masoumeh Ebtekar, Irán
- Mohamed El-Ashry, Egipto
- Tommy Koh Thong Bee, Singapur
- Mijaíl Gorbachov, Rusia
- Stephanie George, Nueva Zelanda

### 2005
- El rey Jigme Singye Wangchuck y el pueblo de Bután, Bután
- Jeque Zayed bin Sultan Al Nahyan, Emiratos Árabes Unidos
- Thabo Mbeki, Sudáfrica
- Patriarca ecuménico Bartolomé, nativo griego
- Sheila Watt-Cloutier, Canadá
- Julia Carabias Lillo, México
- Zhou Qiang y la Federación Juvenil de China, China

## Premiados: Jóvenes Campeones de la Tierra

### 2020
- Xiaoyuan Ren, China.[11]
- Vidyut Mohan, India.[12]
- Nzambi Matee, Kenia.[13]
- Nira Alicia García, Estados Unidos de América.[14]
- Max Hidalgo Quinto, Perú.[15]
- Lefteris Arapakis, Grecia.[16]
- Fatemah Alzelzela, Kuwait.[17]

### 2019
- Molly Burhans, Estados Unidos de América.[18]
- Omar Itani, Líbano.[19]
- Sonika Manandhar, Nepal.[20]
- Marianna Muntianu, Rusia.[21]
- Louise Mabulo, Filipinas.[22]
- Anna Luísa Beserra, Brasil.[23]
- Adjany Costa, Angola.[24]

### 2018
- Shady Rabab, Egipto.[25]
- Miranda Wang, Estados Unidos de América.[26]
- Miao Wang, China.[27]
- Hugh Weldon, Irlanda.[28]
- Heba Al-Farra, Kuwait.[29]
- Gator Halpern, Bahamas.[30]
- Arpit Dhupar, India.[31]

### 2017
- Omer Badokhon, Yemen.[3]
- Adam Dixon, Europa.[3]
- Kaya Dorey, América del Norte.[3]
- Eritai Kateibwi, Tierra para Asia y el Pacífico[3]
- Mariama Mamane, Níger.[3]
- Liliana Jaramillo Pazmiño, América Latina y el Caribe.[3]